# Ястреб габар
Ястребът габар (Micronisus gabar) е вид птица от семейство Ястребови (Accipitridae), единствен представител на род Micronisus.

## Разпространение и местообитание
Разпространен е в Ангола, Бенин, Ботсвана, Буркина Фасо, Бурунди, Габон, Гамбия, Гана, Гвинея, Гвинея-Бисау, Еритрея, Етиопия, Замбия, Зимбабве, Йемен, Камерун, Кения, Демократична република Конго, Република Конго, Кот д'Ивоар, Мавритания, Малави, Мали, Мозамбик, Намибия, Нигер, Нигерия, Руанда, Саудитска Арабия, Свазиленд, Сенегал, Сомалия, Судан, Танзания, Того, Уганда, Централноафриканската република, Чад, Южен Судан и Южна Африка.